# The Briggs
The Briggs sind eine US-amerikanische Punkrockband aus Los Angeles, Kalifornien. Die Band wurde 2001 von den Brüdern Joey und Jason LaRocca und Chris „X“ Arredondo gegründet. Seit ihrer Gründung tourten sie bereits mit Punkgrößen wie Bad Religion, Flogging Molly oder den Dropkick Murphys. Außerdem spielten sie 2002, 2004, 2007 und 2008 auf der Vans Warped Tour.

## Diskografie
- 2001: Is This What You Believe (Album, Northeast Records)
- 2003: Numbers (Album, Disaster Records)
- 2004: Leaving the Ways (EP, Side One Dummy Records)
- 2006: Back to Higher Ground (Album, Side One Dummy Records)
- 2007: The Westlake Sessions (EP, Side One Dummy Records)
- 2008: Come All You Madmen (Album, Side One Dummy Records)